# Emil Grozev
Emil Grozev (né le 15 mars 1991 à Lovech) est un footballeur professionnel bulgare évoluant actuellement au FC Lyubimets en prêt du Litex Lovech au poste de défenseur.

## Clubs successifs
- depuis 2007 :  Litex Lovech
  - 2010-2011 :  Brestnik (prêt)
  - 2011-mars 2012 :  Chavdar Byala Slatina (prêt)
  - mars 2012-2012 :  Chavdar Etropole (prêt)
  - depuis fév. 2014 :  FC Lyubimets (prêt)